# David Gates
David Gates (* 11. prosince 1940 Tulsa, Oklahoma, USA) je americký zpěvák-skladatel, nejvíce známý jako frontman soft rockové skupiny Bread.

## Diskografie

### Alba
- 1973: First
- 1975: Never Let Her Go
- 1978: Goodbye Girl
- 1980: Falling in Love Again
- 1981: Take Me Now
- 1985: Anthology [1]
- 1994: Love is Always Seventeen
- 2002: The David Gates Songbook